# Gerrit Jan Horsting

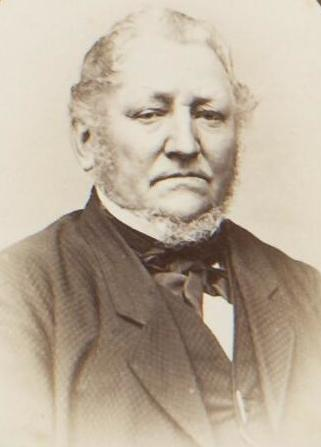
Gerrit Jan Horsting omstreeks 1878

Gerrit Jan Horsting (Ambt Doetinchem, 7 juli 1813 – IJzevoorde, 10 januari 1895) was een Nederlands burgemeester van de voormalige Gelderse gemeente Ambt Doetinchem.

## Beknopte biografie
Horsting werd geboren als zoon van Steven Horsting (±1777-1853) en Engelina Huizing (±1777-1860). Zijn vader was tot 1 augustus 1825 schout van het schoutambt Doetinchem. Toen uit dit schoutambt de gemeente Ambt Doetinchem ontstond werd zijn vader hiervan de eerste burgemeester. Op 2 januari 1843 volgde Gerrit Jan zijn vader op als burgemeester. Bij zijn 50-jarig jubileum in 1893 was hij de oudste burgemeester van Gelderland. Hij bleef het ambt uitoefenen tot aan zijn dood in 1895. Wethouder C.B.W. Kehrer volgde hem op.